# گابریله بیانکی
گابریله بیانکی (ایتالیایی: Gabriele Bianchi; ۲۷ اوت ۱۹۰۱ – ۸ اکتبر ۱۹۷۴) آهنگساز و رهبر موسیقی اهل ایتالیا بود.
از افتخارات وی میتوان به کسب مدال برنز خوانندگی در بخش مسابقات هنری بازی‌های المپیک تابستانی ۱۹۴۸ اشاره کرد.